# Lamisha Musonda
Lamisha Musonda (Brussel, 27 maart 1992) is een Belgische voetballer. Tot juni 2014 stond hij onder contract bij KV Mechelen. Hiervoor speelde hij bij de jeugd van RSC Anderlecht en Chelsea FC. Zijn positie is middenvelder.

## Carrière

### Jeugd
Musonda speelde tot 2012 in de jeugd van RSC Anderlecht, tot een debuut in het eerste elftal kwam het niet, wel mocht hij in het seizoen 2011-2012 in de wedstrijden tegen STVV en KV Kortrijk op de bank plaatsnemen. Na dit seizoen vertrok hij samen met zijn 2 broers Tika Musonda en Charly Musonda jr. naar het Engelse Chelsea FC. Hier zou hij enkel voor het tweede elftal uitkomen.

### KV Mechelen
In de winterstop van het seizoen 2013-2014 tekende hij bij de Belgische eersteklasser KV Mechelen een contract tot het einde van het seizoen. Hij maakte zijn debuut in de eerste klasse op 8 maart 2014 in de met 2-0 verloren wedstrijd tegen Standard Luik. Hij mocht in de 89ste minuut invallen voor  Boubacar Diabang Dialiba. Zijn tweede wedstrijd was tegen Sporting Charleroi waar hij na 56 minuten mocht invallen voor Maxime Biset.

## Statistieken
| Seizoen         | Club            | Competitie                | Competitie | Competitie | Playoffs | Playoffs | Beker | Beker | Totaal | Totaal |
| Seizoen         | Club            | Competitie                | Wed.       | Dlp.       | Wed.     | Dlp.     | Wed.  | Dlp.  | Wed.   | Dlp.   |
| --------------- | --------------- | ------------------------- | ---------- | ---------- | -------- | -------- | ----- | ----- | ------ | ------ |
| 2013-2014       | KV Mechelen     | Jupiler Pro League        | 2          | 0          | 0        | 0        | 0     | 0     | 2      | 0      |
| 2016-2017       | Real Betis B    | Tercera División Grupo 10 | 0          | 0          | 0        | 0        | 0     | 0     | 0      | 0      |
| 2017-2018       | UE Llagostera   | Segunda División B        | 0          | 0          | 0        | 0        | 0     | 0     | 0      | 0      |
| 2018-2019       | TP Mazembe      | Linafoot                  | 0          | 0          | 0        | 0        | 0     | 0     | 0      | 0      |
| 2019-2020       | TP Mazembe      | Linafoot                  | 0          | 0          | 0        | 0        | 0     | 0     | 0      | 0      |
| Carrière totaal | Carrière totaal | Carrière totaal           | 2          | 0          | 0        | 0        | 0     | 0     | 2      | 0      |

## Trivia
- Hij is de oudste zoon van oud-voetballer Charly Musonda.
- Hij heeft ook nog twee broers Tika Musonda en Charly Musonda jr.